# Annette Winkler
Pour les articles homonymes, voir Winkler.
Annette Winkler est une dirigeante d'entreprise allemande née en 1959 à Wiesbaden (Allemagne). Entre 2010 et 2018, elle est la directrice générale de Smart ; elle est la première femme à diriger une marque automobile,.

## Biographie

### Formation
Elle possède un doctorat d'administration des affaires.

### Carrière
Elle commence à travailler à 25 ans dans l'entreprise familiale de travaux publics. Elle y reste onze années et y est marquée par les méthodes paternelles, qui visitait régulièrement les chantiers et maintenait un contact direct avec ses associés ; « quand il distribuait une prime de fin d'année, il la remettait en main propre. Cela lui permettait de serrer la main de chacun », déclare-t-elle. En 1995, elle devient directrice des relations publiques de Mercedes-Benz puis en 1997 directrice de l'entité de ventes camions chez Daimler, à Brunswick ; elle passe alors le permis poids lourd « pour mieux s'imprégner des exigences de la clientèle ». En 1999, elle est nommée directrice de la filiale Belux (Belgique et Luxembourg) de Daimler Chrysler ; elle s'installe alors à Bruxelles et apprend le français. En 2010, elle devient la directrice générale de Smart, devenant la première femme à diriger une marque automobile (suivie en 2013 par Mary Barra chez General Motors et en 2014 par Linda Jackson chez Citroën). En 2014, elle entre au conseil d'administration d'Air liquide.
Elle quitte la direction de Smart en 2018 puis est nommée membre du conseil de surveillance de Mercedes-Benz Afrique du Sud. En 2019, elle rejoint le conseil de surveillance du groupe Renault, en qualité de présidente du comité de la stratégie et du développement durable. En parallèle, elle officie au sein du conseil aux affaires économiques étrangères du ministère de l'Économie allemand en 2019 et 2020.